# Snöns rike
Snöns rike är en roman skriven av den japanske nobelpristagaren Yasunari Kawabata som först gavs ut 1948.

## Handlingen
En vinterdag kommer en av bokens huvudpersoner, Shimamura, åkande med tåg till en liten kurort på ön Honshu. Detta föranleder ett möte med Komako, en ung flicka på god väg att bli geisha. En märklig relation uppstår nu mellan Shimamura och Komako. Under den tid Shimamura stannar på kurorten utvecklas relationen till något som skulle kunna beskrivas som ett kärleksförhållande. Shimamura återvänder till sin familj i Tokyo men återkommer vid ett antal tillfällen till kurorten och Komako. Komako har då blivit en ”riktig” geisha och arbetar med att ta hand om ortens gäster.

## Boken och språket
Snöns rike utspelar sig i japanskt feodalsamhälle kring 1900-talets första hälft. Boken är skriven ur berättarperspektiv. Den utspelar sig under ett par år och kretsar kring ett fåtal nyckelpersoner. Språket är förhållandevis enkelt men mycket målande. Samma detalj kan upprepas på ett flertal sätt men smärre variationer. Denna upprepning bidrar till att förstärka och verkligen arbeta in den känsla eller sinnesstämning som författaren vill förmedla. Det intressanta med boken är inte handlingen i sig utan snarare relationen mellan bokens två huvudpersoner och dialogen som utspelar sig mellan dem.
Snöns rike handlar till stor del om relationen mellan man och kvinna och deras olika sätt att resonera och argumentera. Boken lyfter fram och förstärker de manliga och kvinnliga stereotyperna. Den manliga huvudpersonen, Shimamura, framställs som resonerande, eftertänksam och mån om att visa ett korrekt yttre. Komako, den kvinnliga huvudpersonen, framställs som mer impulsiv och obeslutsam. Ett genomgående tema i boken är att Komako säger något bara för att strax efteråt säga raka motsatsen. Hon har även mycket lätt att visa känslor och skrattar eller gråter hastigt och plötsligt för att strax återgå till ett normalt samtal.

## Nyckelpersoner
Nedan följer en kort beskrivning av några av bokens nyckelpersoner.

### Shimamura
Shimamura är en drömmare, en man som ärvt en ansenlig förmögenhet och aldrig behövt bekymra sig för pengar. Shimamura kan ägna långa stunder åt att fundera på och studera de mest triviala saker, så som två fjärilars flykt eller insekters dödskamp. Han ger en känsla av att vara en man som vill förstå livet. För att göra det vill han förstå andra människors liv, sådana människor som inte alltid varit så bekymmerslösa som han själv. På något sätt har Shimamura tidigare, ovetande, misslyckas med detta. Hans relation till Komako får honom att inse det och öppna ögonen för världen på det sätt han alltid trott att han gjort men aldrig lyckats med. Shimamura har familj i Tokyo men hans relation till dem kan inte beskrivas som annat än mycket kall.

### Komako
Komako är en ung flicka från den japanska landsbygden som drömmer om att flytta till Tokyo. Komako blir förälskad i Shimamura efter hans märkliga beteende vid deras första möte. Mycket tyder på att denna förälskelse kan vara Komakos första. Hon slits mellan att ömsom öppet uttala sin kärlek för Shimamura ömsom förneka den eller få det att framstå som att han inte är önskvärd. Komako är en kvinna som bara ser framåt i livet, aldrig stannar upp och reflekterar över det som varit. Varje nederlag vänds snabbt till något positivt och tvivel och grubblerier varar endast korta stunder för att snart ersättas av glädje och skratt.

### Yoko
Yoko är en annan central person i boken även om hon inte förekommer särskilt mycket i själva handlingen. Den första person som Shimamura lägger märke till vid sitt första besök i den lilla kurorten där boken utspelar sig är Yoko. Hon är en kvinna som försakat sitt liv på att ta hand om en sjuk man och som efter hans död blir en förstörd människa. Hennes liv hänger dock samman med, och påverkar, Shimamuras och Komakos relation.